# Upswept Hare
Upswept Hare est un dessin animé de la série Merrie Melodies réalisé par Robert McKimson mettant en scène Bugs Bunny et Elmer Fudd et sorti en 1953.

## Synopsis
Bugs est tranquille dans son terrier. Une fleur poussant à côté intéresse Elmer, qui décide de la transplanter dans son jardin. Le terrier de Bugs se retrouve dans un baquet au sommet d'un building. À moitié réveillé, le lapin traverse le salon d'Elmer et se lave dans une piscine. Elmer le découvre, réapparaît avec un fusil et croit avoir tué le lapin (qui est en réalité à ses côtés) ; ce dernier le pousse à tirer dans la piscine et Elmer troue le fond de celle-ci ; le voisin de l'étage inférieur, en colère, noue le fusil d'Elmer autour de son cou. Elmer essaye en vain de tirer sur Bugs mais le lapin revient et le défie pour savoir lequel pourra rester dans la maison. Lors du test de force, Elmer traverse le plafond de son voisin et se retrouve avec des haltères nouées autour de la gorge, mais il se rattrape lors du test d'adresse au tir, malgré le fait que Bugs l'ait mis en caleçon. Le lapin finit par le faire chuter du building et Elmer termine encastré dans une machine à pop-corn.